# Сен-Жоашим
Сен-Жоашим (фр. Saint-Joachim) — коммуна на западе Франции, находится в регионе Пеи-де-ла-Луар, департамент Атлантическая Луара, округ Сен-Назер, кантон Геранд. Расположена в 17 км к северо-западу от Сен-Назера и в 56 км к юго-востоку от Вана, в 11 км от национальной автомагистрали N165 (Е60). Коммуна находится на территории обширного болота Гран-Бриер и фактически состоит из нескольких островов.
Население (2017) — 4 426 человек.

## История
8 августа 1461 года герцог Бретонский Франциск II своим письмом наделил жителей Бриера особыми привилегиями. Герцогиня Анна после вступления на трон подтвердила решение своего отца и впоследствии эти привилегии неоднократно подтверждались королевскими указами или грамотами. Бриерцы, в силу специфики жизни на островах вокруг обширного водного пространства сложившие особый уклад жизни, имеют исключительное право использования местных лесов, пастбищ для скота и торфяников. 
Сен-Жоаким была выделена в отдельную коммуну в 1790 году. Сначала ее назвали Лез-Иль (в переводе с французского «острова»), в 1801 году ей было возвращено историческое название прихода. 
В конце Второй мировой войны Сен-Жоаким, как и большая часть территории вокруг Сен-Назера, оставалась под контролем немцев значительно дольше, чем большая часть северо-западной Франции. Местный гарнизон сложил оружие только 11 мая 1945 года.

## Достопримечательности
- Церковь Святого Иоакима 1895 года
- Музей «Дом на болоте» (фр. «Maison de la Mariée») на острове Федрён

## Экономика
Структура занятости населения:
- сельское хозяйство — 0,9 %
- промышленность — 4,6 %
- строительство — 2,7 %
- торговля, транспорт и сфера услуг — 46,0 %
- государственные и муниципальные службы — 45,8 %

Уровень безработицы (2017 год) — 9,4 % (Франция в целом — 13,4 %, департамент Атлантическая Луара — 11,6 %). 

Среднегодовой доход на 1 человека, евро (2017 год) — 20 470 (Франция в целом — 21 110, департамент Атлантическая Луара — 21 910).

## Демография
Динамика численности населения, чел.

## Администрация
Пост мэра Сен-Жоашима с 2020 года занимает Рафаэль Салаён (Raphaël Salaün). На муниципальных выборах 2020 года возглавляемый им независимый блок победил в 1-м туре, получив 73,87 % голосов.
| Период | Период | Фамилия         | Партия                  | Примечания             |
| ------ | ------ | --------------- | ----------------------- | ---------------------- |
| 1965   | 1980   | Жюльен Сольнье  | Коммунистическая партия |                        |
| 1980   | 1983   | Марсель Пезерон |                         | ремесленник            |
| 1983   | 2008   | Марк Жюсти      | Коммунистическая партия |                        |
| 2014   | 2020   | Мари-Анн Альган | Социалистическая партия | специалист по закупкам |
| 2020   |        | Рафаэль Салаён  |                         | инженер                |

## Галерея

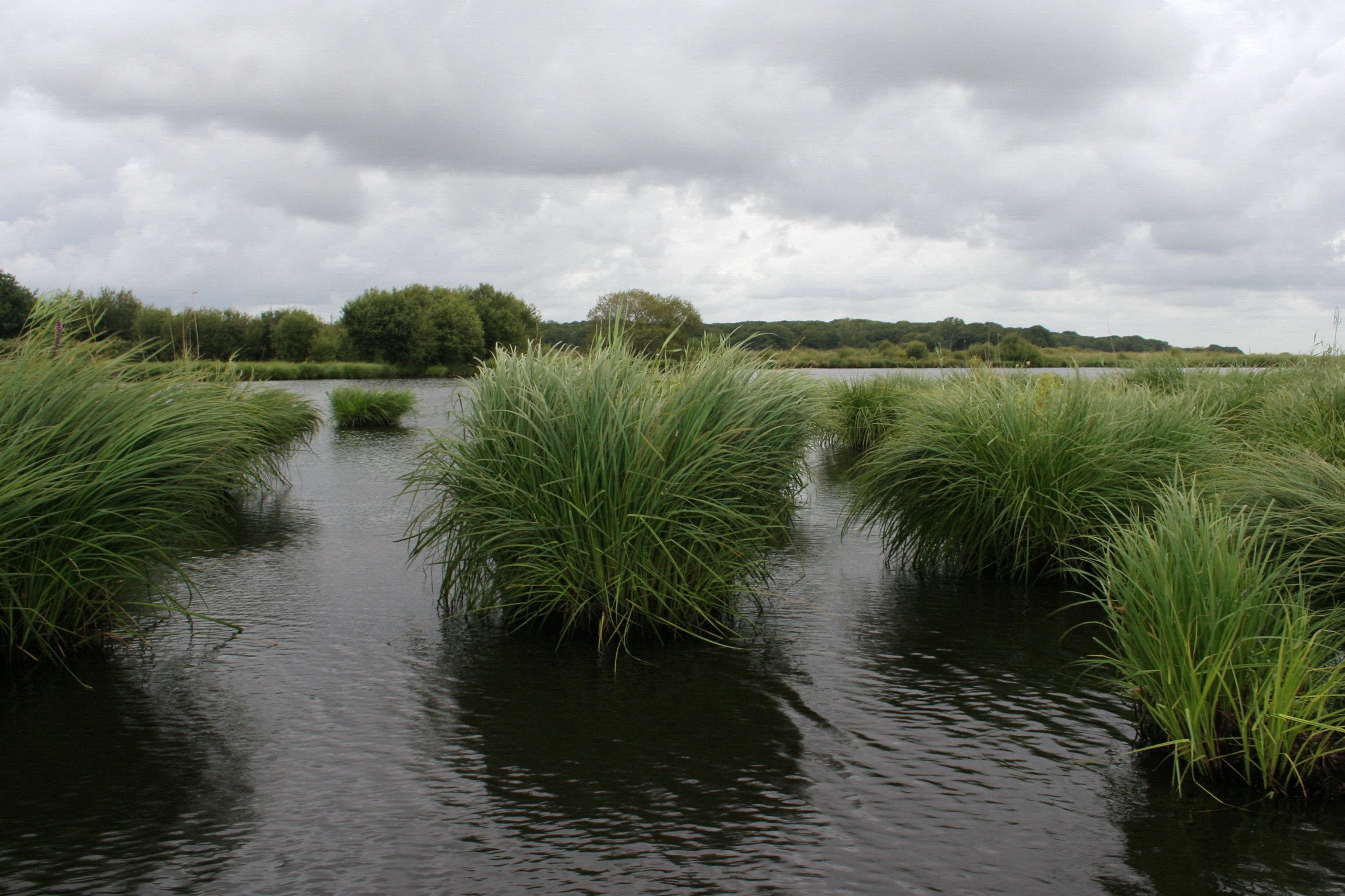
Болото Гран-Бриер
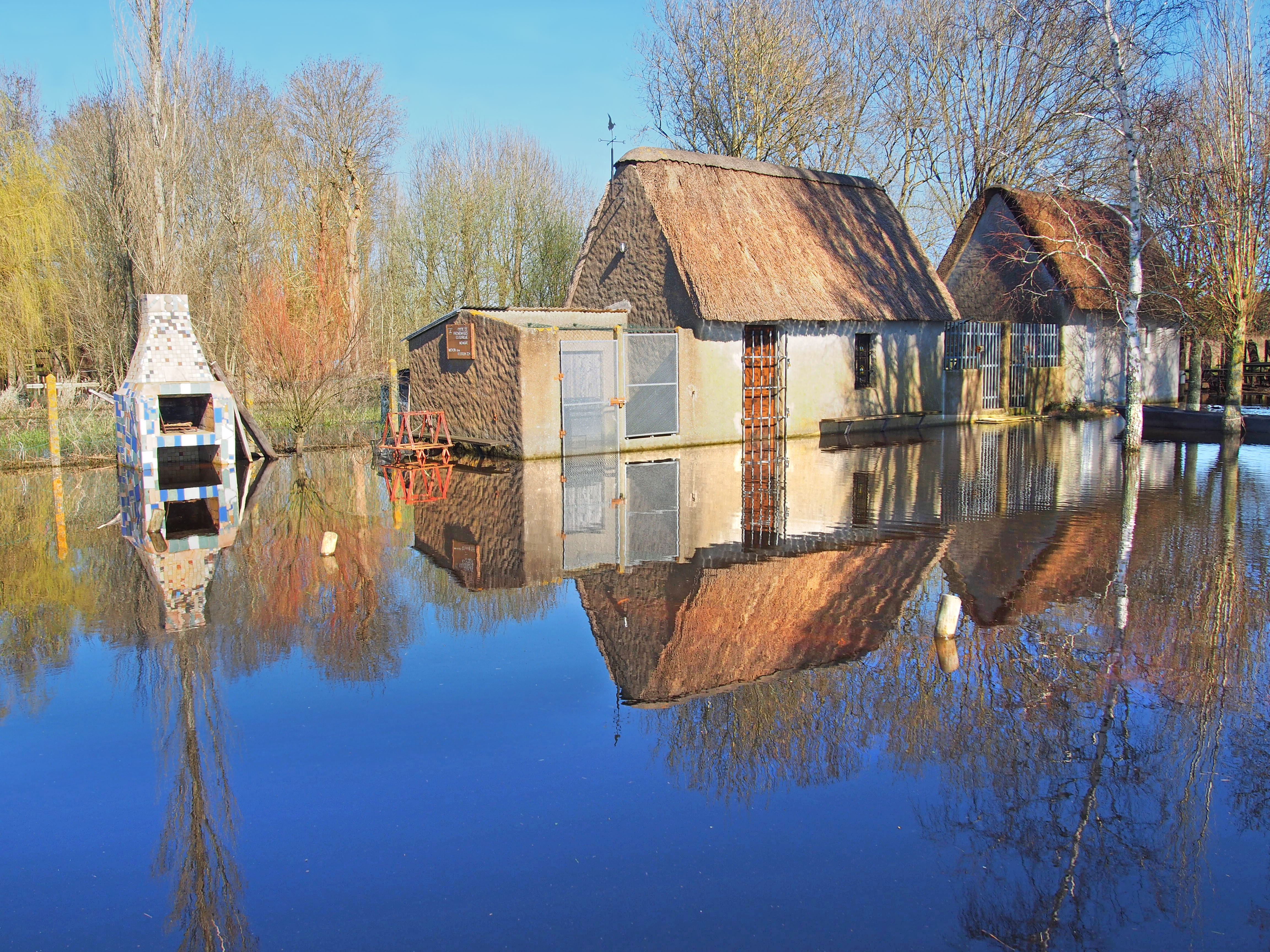
Дом на острове Федрён
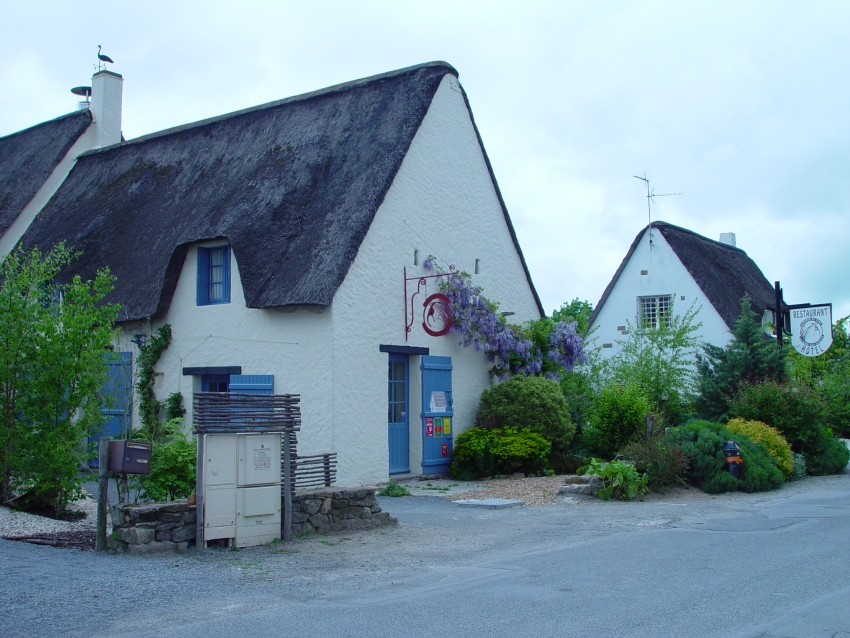
Отель Маре-о-Уазо в центре болота Гран-Бриер